# Dieter Dittmann
Dieter Dittmann (* 5. Dezember 1933) ist ein ehemaliger deutscher Fußballspieler. 1956 bestritt er ein Meisterschaftsspiel für den SC Motor Karl-Marx-Stadt in der DDR-Oberliga, der höchsten Spielklasse im DDR-Fußball.

## Sportliche Laufbahn
Im Alter von 19 Jahren wurde Dieter Dittmann zur Saison 1953/54 in den Fußballkader der Betriebssportgemeinschaft (BSG) Chemie Karl-Marx-Stadt aufgenommen, deren 1. Mannschaft zu diesem Zeitpunkt in der zweitklassigen DDR-Liga spielte. In den 26 Spieltagen der Saison kam Dittmann nur einmal zum Einsatz. Die BSG Chemie erreichte am Ende der Spielzeit den Aufstieg in die DDR-Oberliga und fand dort für Dittmann keine Verwendung. Zur Saison 1954/55 wurde er zur Nachbargemeinschaft, dem DDR-Liga-Neuling BSG Motor West Karl-Marx-Stadt delegiert. Dort betritt er zwölf der 26 Punktspiele. Die BSG Motor West stieg am Saisonende aus der DDR-Liga wieder ab, Dittmann wurde aber dem DDR-Oberliga-Kader des neu gegründeten Sportclub Motor Karl-Marx-Stadt zugewiesen. Er kam jedoch nur einmal am 3. Spieltag der Oberliga-Saison 1956 (Wechsel in den Kalenderjahr-Spielrhythmus) als Abwehrspieler zum Einsatz. Danach tauchte er im höherklassigen Fußball nicht mehr auf.